# Péronnes-lez-Binche
Péronnes-lez-Binche (Pèrone in vallone) è un quartiere della città belga di Binche, situato nella Regione vallona nella provincia dell'Hainaut.
Fu un comune autonomo fino al 1977, quando fu annesso a Binche insieme a Bray, Buvrinnes, Épinois, Leval-Trahegnies, Ressaix e Waudrez.

## Storia
Péronnes conobbe un grande sviluppo industriale grazie al suo suolo ricco di carbone che permise la creazione di diversi sfruttamenti così come l'installazione del Triage-Lavoir (smistamento-lavatoio). Gli abitanti di Péronnes, Bray, Épinois e Ressaix beneficiarono dell'apporto demografico di popolazioni italiane, polacche e turche, che un tempo popolarono i corons (modeste casette a schiera).
I terrils (alte colline di detriti del sottosuolo carbonifero) oggi sono diventate delle piccole montagne che, vere riserve di fauna e di flora, fanno la felicità dei naturalisti.
Da allora, una zonizzazione industriale è stata attuata a Péronnes-Bray e numerose imprese vi hanno eletto il loro domicilio, specie sui grandi assi viari.

## Geografia antropica
È composto da tre quartieri:
- Péronnes-Village (che include la Cité)
- Péronnes-Charbonnage
- Péronnes-Sainte-Marguerite